# El secreto de sus ojos
El secreto de sus ojos es una película argentina de drama y suspenso de 2009 dirigida por Juan José Campanella, basada en la novela La pregunta de sus ojos de Eduardo Sacheri, quien coescribió el guion junto a Campanella. Es protagonizada por Ricardo Darín y Soledad Villamil. Coprotagonizada por Pablo Rago, Javier Godino, Mario Alarcón y Mariano Argento. También, contó con las actuaciones especiales de Guillermo Francella y José Luis Gioia. La película se centra en la relación entre el perito Benjamín Espósito (Darín) y la jueza Irene Hastings (Villamil) y su investigación sobre un caso de asesinato en la Argentina de los años setenta.
La película, una coproducción realizada con capital local y de España, logró ser la película argentina de mayor éxito de 2009 y una de las más taquilleras de la historia del cine argentino, con más de dos millones y medio de espectadores. En 2010 se convirtió en la segunda película argentina en ganar el Óscar a la mejor película extranjera, después de La historia oficial (1985).

## Argumento
En 1999, Benjamín Espósito (Ricardo Darín), un agente judicial retirado, decide escribir una novela acerca de un asesinato ocurrido en 1974, en cuya investigación se había involucrado. A continuación ocurre un flashback: en junio de 1974, Benjamín Espósito empieza a investigar el crimen de una joven, Liliana Colotto de Morales (Carla Quevedo), brutalmente violada y asesinada dentro de su casa en un barrio de la ciudad de Buenos Aires. Su esposo, ahora viudo, Ricardo Morales (Pablo Rago), queda destrozado por la tragedia; Espósito le promete encontrar al asesino y llevarlo ante la justicia. Este es ayudado por su asistente, Pablo Sandoval (Guillermo Francella), un hombre capaz pero con problemas con el alcohol; y la nueva jefa del departamento Irene Menéndez-Hastings (Soledad Villamil), una joven de origen acomodado, con la que mantiene cierto interés. El rival de Espósito en el tribunal es el oficial corrupto Romano, quien acusa a dos humildes trabajadores para deshacerse del asunto lo más rápido posible; Espósito tras descubrir que ambos habían sido torturados para que se declararan culpables, lo increpa en los pasillos del propio juzgado.
Pronto, Espósito encuentra una pista al mirar unas viejas fotos de la joven asesinada, que le fueron dadas por Morales: en muchas de las fotos encuentra a un hombre, identificado como Isidoro Gómez (Javier Godino), que miraba a la víctima fijamente y de forma sospechosa. Espósito investiga a Gómez, y determina que vive y trabaja en la ciudad de Buenos Aires, pero no logra localizarlo. Espósito y Sandoval entran ilegalmente en la casa de la madre de Gómez en Chivilcoy, ciudad donde no solo nació él, sino también la víctima, Liliana Colotto. Durante el allanamiento encuentran unas cartas que el sospechoso le escribió a su madre. Sandoval las roba, y Espósito se entera cuando van de regreso. De vuelta a la Capital Federal, la «visita» solo les causa problemas con sus superiores (pues entre los jueces se pasan información e identifican a Espósito y Sandoval), aún así no logran conseguir ninguna evidencia en las cartas. Además, Gómez sigue en libertad debido a una descuidada llamada telefónica a su madre por parte de Morales, quien desesperadamente quería encontrar al asesino de su esposa. Tras estos sucesos, la investigación del homicidio de la joven es cerrada.
Tiempo después, en 1975, Espósito se encuentra a Morales en una estación de trenes en Retiro y descubre que durante todo un año Morales había estado yendo a distintas estaciones de tren en Capital Federal para tratar de encontrar a Gómez cuando este vuelve del trabajo. Conmovido por la determinación de Morales y el amor de este por su difunta mujer, Espósito logra convencer a Irene de que reabra la investigación. Mientras, emborrachándose en un bar, Sandoval hace un descubrimiento: un conocido suyo del bar, al cual presenta ante Benjamín como un "Escribano fanático de la Academia", identifica varios nombres mencionados en las cartas –sin conexión aparente– como jugadores de fútbol pertenecientes a Racing Club de Avellaneda. Después de identificar a Gómez como un hincha fanático de ese equipo, y de convencer a Espósito de que 'un hombre no puede cambiar de pasión', ambos asisten a los partidos del club con la esperanza de encontrarlo.
Luego de haber asistido a 4 encuentros, Espósito y Sandoval localizan a Gómez entre la multitud en un partido entre Huracán y Racing Club disputado en el Estadio Tomás Adolfo Ducó. Sin embargo, justo en ese momento un gol repentino de Hugo Gottardi para el equipo de Avellaneda causa el tumulto suficiente para que Gómez huya. Comienza una persecución en la que Gómez golpea a ambos y casi escapa, pero es finalmente atrapado gracias a la asistencia de la Policía cuando, en la persecución, ingresa accidentalmente a la cancha, choca contra un jugador de Racing y cae al piso. Espósito e Irene entonces lo someten a un interrogatorio falso e ilegal en la oficina, en la que Irene logra que Gómez confiese el crimen tras herir su orgullo masculino. Gómez es juzgado y condenado, pero apenas un mes después Romano, el rival de Espósito, logra que liberen al asesino y lo contrata como sicario de la facción de derecha del Partido Justicialista para vengarse de Espósito. Espósito e Irene tratan de revertir esto, pero la intervención de Romano no se lo permite. A Espósito le toca la dura tarea de informar a Morales que el asesino de su mujer seguirá libre, dato que deja al hombre destruido.
Semanas después, Sandoval se emborracha y se pelea con otro hombre (el mismo al que presenta ante Benjamín como "El escribano", que les ayuda a resolver el enigma de las cartas de Gómez) en el bar que frecuenta y Espósito lo lleva hasta su propio apartamento, mientras va a buscar a la esposa de Sandoval. Cuando Espósito vuelve al apartamento con ella, encuentra la puerta forzada, sus fotos dadas vuelta y a Sandoval tiroteado y muerto en su cuarto. Espósito después concluye que Romano mandó asesinos a sueldo para tratar de matarlo y que, al encontrar a Sandoval, este dio la vuelta a las fotos y fingió ser Espósito para salvar a su amigo. Temiendo por su vida, Espósito es forzado a exiliarse a Jujuy con los primos de Irene para evitar a los asesinos de Romano. Espósito se va de la ciudad y reside en Jujuy durante diez años, hasta volver a Buenos Aires en 1985 para encontrar a Gómez desaparecido, a Romano asesinado durante la dictadura de 1976 y a Irene casada y con dos hijos.
Regresando a 1999 (año en el que está contada la historia) y tratando de encontrarle sentido al caso, Espósito va a visitar a Morales, que se mudó en 1975 a una casa aislada en las afueras de la Provincia de Buenos Aires. Durante la visita, ambos discuten varios de los eventos que ocurrieron durante y después del caso, pero Morales se descontrola después de que Espósito le preguntara cómo hizo para sobrellevar la terrible muerte de su mujer, y más aún la injusticia con la que finalizó su causa. Morales le cuenta a Espósito que él ya se había encargado de secuestrar a Gómez y de tirotearlo en el maletero de su coche. Siendo así, Espósito se retira. Pero tras una profunda reflexión, guiada por recuerdos, detiene el coche y se dirige de regreso a la casa de Morales. Espósito comprendía el afán que tenía Morales por que Gómez sufriera una estancia eterna en prisión, y no se salvara instantáneamente con la muerte. Así llegó a la conclusión de que era imposible que el damnificado le "hubiera dado el gusto" a su agresor.
Tras esperar hasta el anochecer, encuentra a Morales entrando en un pequeño granero con un plato de pequeños trozos de pan. Espósito avanza y mira por detrás de la puerta: Morales lleva ese plato a una celda de cuya oscuridad sale un hombre decrépito, quien resulta ser –viejo y maltrecho– el asesino Gómez, a quien Morales ha mantenido preso y alimentado durante 25 años, durante los cuales ni una sola vez le dijo una sola palabra. Gómez, dentro de su celda, se sorprende al ver a Espósito, dejando caer su bandeja y luego se aproxima a él, rogándole que le pida a Morales "que aunque sea le hable". Morales, con seriedad, se limita a decirle a Espósito: "Usted dijo perpetua", en referencia a la promesa de encarcelarlo que el último le había hecho. Luego de esto, Espósito se retira. 
De vuelta a Capital Federal, Espósito visita por primera vez la tumba de Sandoval, avergonzándose de nunca haberlo hecho. Después se dirige al despacho de Irene, dispuesto a confesarle su amor, cosa que ella siempre había esperado de él. Sonrientes y expectantes, se quedan juntos en la oficina y cierran la puerta.

## Reparto

### Principales
- Ricardo Darín como Benjamín Espósito
- Soledad Villamil como Irene Menéndez Hastings
- Pablo Rago como Ricardo Morales
- Guillermo Francella como Pablo Sandoval
- Javier Godino como Isidoro Gómez
- Mario Alarcón como Juez Fortuna Lacalle
- José Luis Gioia como Inspector Báez

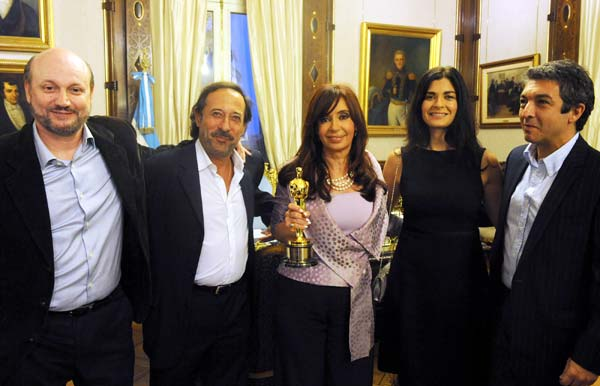
Elenco de la película junto a la entonces Presidenta Cristina Fernández de Kirchner, sosteniendo la estatuilla del Óscar en la mano.

- Mariano Argento como Romano

### Secundarios
- Carla Quevedo como Liliana Colotto
- Bárbara Palladino como Chica del piropo
- Rudy Romano como Ordóñez
- Alejandro Abelenda como Pinche Mariano
- Sebastián Blanco Leis como Pinche Tino
- Juan José Ortíz como Agente Cardozo
- Kiko Cerone como Molinari
- Héctor Aberastain como Capistrano
- Fernando Pardo como Sicora
- Maximiliano Trento como Guardia
- Sergio López Santana como Jacinto Cáceres
- Elvio Duvini como Juan Robles
- David Di Nápoli como Escribano Andreta
- Jorge Troiani como Voz de José María Muñoz
- Iván Sosa como guardiacárcel

## Festivales en que participó
- 57.º Festival Internacional de Cine de San Sebastián (2009).
- Special Presentations, Festival Internacional de Cine de Toronto (2009).

## Premios y candidaturas
| Premio                        | Ceremonia               | Categoría                                         | Candidatos                           | Resultado | Ref.   |
| ----------------------------- | ----------------------- | ------------------------------------------------- | ------------------------------------ | --------- | ------ |
| Premios Ariel                 | 13 de abril de 2010     | Mejor película iberoamericana                     | El secreto de sus ojos               | Ganadora  | [ 4 ]  |
| Premios Sant Jordi            | 26 de abril de 2010     | Rosa de Sant Jordi a la mejor película extranjera | El secreto de sus ojos               | Ganadora  | [ 5 ]  |
| Premios BAFTA                 | 13 de febrero de 2011   | Mejor película de habla no inglesa                | El secreto de sus ojos               | Candidata | [ 6 ]  |
| Premios César                 | 25 de febrero de 2011   | Mejor película extranjera                         | El secreto de sus ojos               | Candidata | [ 7 ]  |
| Premios del Cine Europeo      | 4 de diciembre de 2010  | Mejor película europea                            | El secreto de sus ojos               | Candidata | [ 8 ]  |
| Premios Clarín                | 30 de noviembre de 2009 | Mejor película                                    | El secreto de sus ojos               | Ganadora  | [ 9 ]  |
| Premios Clarín                | 30 de noviembre de 2009 | Mejor director                                    | Juan José Campanella                 | Ganador   | [ 9 ]  |
| Premios Clarín                | 30 de noviembre de 2009 | Mejor actor                                       | Ricardo Darín                        | Ganador   | [ 9 ]  |
| Premios Clarín                | 30 de noviembre de 2009 | Mejor actriz                                      | Soledad Villamil                     | Ganadora  | [ 9 ]  |
| Premios Clarín                | 30 de noviembre de 2009 | Mejor actor de reparto                            | Guillermo Francella                  | Ganador   | [ 9 ]  |
| Premios Clarín                | 30 de noviembre de 2009 | Revelación masculina                              | José Luis Gioia                      | Ganador   | [ 9 ]  |
| Premios Clarín                | 30 de noviembre de 2009 | Mejor guion                                       | Juan José Campanella Eduardo Sacheri | Ganadores | [ 9 ]  |
| Premios Clarín                | 30 de noviembre de 2009 | Mejor fotografía                                  | Félix Monti                          | Ganador   | [ 9 ]  |
| Premios Clarín                | 30 de noviembre de 2009 | Mejor música                                      | Federico Jusid                       | Ganador   | [ 9 ]  |
| Premios Cóndor de Plata       | 7 de junio de 2010      | Mejor película                                    | El secreto de sus ojos               | Ganadora  | [ 10 ] |
| Premios Cóndor de Plata       | 7 de junio de 2010      | Mejor director                                    | Juan José Campanella                 | Ganador   | [ 10 ] |
| Premios Cóndor de Plata       | 7 de junio de 2010      | Mejor actor                                       | Ricardo Darín                        | Ganador   | [ 10 ] |
| Premios Cóndor de Plata       | 7 de junio de 2010      | Mejor actriz                                      | Soledad Villamil                     | Ganadora  | [ 10 ] |
| Premios Cóndor de Plata       | 7 de junio de 2010      | Mejor guion adaptado                              | Juan José Campanella Eduardo Sacheri | Ganadores | [ 10 ] |
| Premios Cóndor de Plata       | 7 de junio de 2010      | Mejor actor de reparto                            | Guillermo Francella                  | Ganador   | [ 10 ] |
| Premios Cóndor de Plata       | 7 de junio de 2010      | Mejor actor de reparto                            | Mario Alarcón                        | Candidato | [ 10 ] |
| Premios Cóndor de Plata       | 7 de junio de 2010      | Revelación masculina                              | José Luis Gioia                      | Ganador   | [ 10 ] |
| Premios Cóndor de Plata       | 7 de junio de 2010      | Mejor fotografía                                  | Félix Monti                          | Ganador   | [ 10 ] |
| Premios Cóndor de Plata       | 7 de junio de 2010      | Mejor montaje                                     | Juan José Campanella                 | Ganador   | [ 10 ] |
| Premios Cóndor de Plata       | 7 de junio de 2010      | Mejor música original                             | Federico Jusid                       | Ganador   | [ 10 ] |
| Premios Cóndor de Plata       | 7 de junio de 2010      | Mejor vestuario                                   | Cecilia Monti                        | Candidata | [ 10 ] |
| Premios Cóndor de Plata       | 7 de junio de 2010      | Mejor sonido                                      | José Luis Díaz                       | Ganador   | [ 10 ] |
| Premios Cóndor de Plata       | 7 de junio de 2010      | Mejor dirección de arte                           | Marcelo Pont                         | Ganador   | [ 10 ] |
| Premios David de Donatello    | 6 de mayo de 2011       | Mejor película europea                            | El secreto de sus ojos               | Candidata | [ 11 ] |
| Festival de Cine de La Habana | 12 de diciembre de 2009 | Premio Especial del jurado                        | El secreto de sus ojos               | Ganadora  | [ 12 ] |
| Festival de Cine de La Habana | 12 de diciembre de 2009 | Mejor dirección                                   | Juan José Campanella                 | Ganador   | [ 12 ] |
| Festival de Cine de La Habana | 12 de diciembre de 2009 | Mejor actuación masculina                         | Ricardo Darín                        | Ganador   | [ 12 ] |
| Festival de Cine de La Habana | 12 de diciembre de 2009 | Mejor música original                             | Federico Jusid                       | Ganador   | [ 12 ] |
| Festival de Cine de La Habana | 12 de diciembre de 2009 | Premio de la Popularidad                          | El secreto de sus ojos               | Ganador   | [ 12 ] |
| Premios Goya                  | 14 de febrero de 2010   | Mejor película                                    | El secreto de sus ojos               | Candidata | [ 13 ] |
| Premios Goya                  | 14 de febrero de 2010   | Mejor película iberoamericana                     | El secreto de sus ojos               | Ganadora  | [ 13 ] |
| Premios Goya                  | 14 de febrero de 2010   | Mejor director                                    | Juan José Campanella                 | Candidato | [ 13 ] |
| Premios Goya                  | 14 de febrero de 2010   | Mejor actor                                       | Ricardo Darín                        | Candidato | [ 13 ] |
| Premios Goya                  | 14 de febrero de 2010   | Mejor actriz revelación                           | Soledad Villamil                     | Ganadora  | [ 13 ] |
| Premios Goya                  | 14 de febrero de 2010   | Mejor guion adaptado                              | Juan José Campanella Eduardo Sacheri | Candidato | [ 13 ] |
| Premios Goya                  | 14 de febrero de 2010   | Mejor música original                             | Federico Jusid                       | Candidato | [ 13 ] |
| Premios Goya                  | 14 de febrero de 2010   | Mejor fotografía                                  | Félix Monti                          | Candidato | [ 13 ] |
| Premios Goya                  | 14 de febrero de 2010   | Mejor dirección artística                         | Marcelo Pont                         | Candidato | [ 13 ] |
| Premios Óscar                 | 7 de marzo de 2010      | Mejor película extranjera                         | El secreto de sus ojos               | Ganadora  | [ 14 ] |
| Premios Sur                   | 15 de diciembre de 2009 | Mejor película                                    | El secreto de sus ojos               | Ganadora  | [ 15 ] |
| Premios Sur                   | 15 de diciembre de 2009 | Mejor director                                    | Juan José Campanella                 | Ganador   | [ 15 ] |
| Premios Sur                   | 15 de diciembre de 2009 | Mejor actriz                                      | Soledad Villamil                     | Ganadora  | [ 15 ] |
| Premios Sur                   | 15 de diciembre de 2009 | Mejor actor                                       | Ricardo Darín                        | Ganador   | [ 15 ] |
| Premios Sur                   | 15 de diciembre de 2009 | Mejor actor de reparto                            | Guillermo Francella                  | Ganador   | [ 15 ] |
| Premios Sur                   | 15 de diciembre de 2009 | Mejor actor de reparto                            | Mario Alarcón                        | Candidato | [ 15 ] |
| Premios Sur                   | 15 de diciembre de 2009 | Mejor actor de reparto                            | Pablo Rago                           | Candidato | [ 15 ] |
| Premios Sur                   | 15 de diciembre de 2009 | Mejor actor revelación                            | Javier Godino                        | Candidato | [ 15 ] |
| Premios Sur                   | 15 de diciembre de 2009 | Mejor actor revelación                            | José Luis Gioia                      | Ganador   | [ 15 ] |
| Premios Sur                   | 15 de diciembre de 2009 | Mejor guion adaptado                              | Juan José Campanella Eduardo Sacheri | Ganador   | [ 15 ] |
| Premios Sur                   | 15 de diciembre de 2009 | Mejor fotografía                                  | Félix Monti                          | Ganador   | [ 15 ] |
| Premios Sur                   | 15 de diciembre de 2009 | Mejor montaje                                     | Juan José Campanella                 | Ganador   | [ 15 ] |
| Premios Sur                   | 15 de diciembre de 2009 | Mejor dirección de arte                           | Marcelo Pont                         | Ganador   | [ 15 ] |
| Premios Sur                   | 15 de diciembre de 2009 | Mejor diseño de vestuario                         | Cecilia Monti                        | Candidata | [ 15 ] |
| Premios Sur                   | 15 de diciembre de 2009 | Mejor maquillaje y caracterización                | Alex Mathews Lucila Robirosa         | Ganadores | [ 15 ] |
| Premios Sur                   | 15 de diciembre de 2009 | Mejor música original                             | Federico Jusid                       | Ganador   | [ 15 ] |
| Premios Sur                   | 15 de diciembre de 2009 | Mejor sonido                                      | José Luis Díaz                       | Ganador   | [ 15 ] |
| Medallas del CEC              | 8 de febrero de 2010    | Mejor película                                    | El secreto de sus ojos               | Candidata | [ 16 ] |
| Medallas del CEC              | 8 de febrero de 2010    | Mejor director                                    | Juan José Campanella                 | Candidato | [ 16 ] |
| Medallas del CEC              | 8 de febrero de 2010    | Mejor actor                                       | Ricardo Darín                        | Candidato | [ 16 ] |
| Medallas del CEC              | 8 de febrero de 2010    | Mejor actriz                                      | Soledad Villamil                     | Ganadora  | [ 16 ] |
| Medallas del CEC              | 8 de febrero de 2010    | Mejor actor secundario                            | Guillermo Francella                  | Ganador   | [ 16 ] |
| Medallas del CEC              | 8 de febrero de 2010    | Mejor guion adaptado                              | Juan José Campanella Eduardo Sacheri | Ganadores | [ 16 ] |
| Medallas del CEC              | 8 de febrero de 2010    | Mejor música                                      | Federico Jusid                       | Candidato | [ 16 ] |
| Medallas del CEC              | 8 de febrero de 2010    | Mejor fotografía                                  | Félix Monti                          | Ganador   | [ 16 ] |
| Medallas del CEC              | 8 de febrero de 2010    | Mejor montaje                                     | Juan José Campanella                 | Candidato | [ 16 ] |

## Recepción

### Crítica
La película fue aclamada por parte de los críticos y la audiencia. Está en el puesto número uno entre las mejores películas de 2009 en el sitio web Cines Argentinos, con una calificación de 8.8/10.

### Taquilla
En Argentina, la película se estrenó el jueves 13 de agosto de 2009 y en menos de un mes superó el millón de espectadores.
Para noviembre de 2009 pasó los 2 320 000 espectadores, convirtiéndose en la película argentina más taquillera de los últimos 34 años, y una de las más taquilleras de la historia del cine argentino, con 2 412 592 espectadores totales, superada luego por Relatos salvajes, de Damián Szifron.

### Home Video
AVH lanzó el DVD al mercado doméstico teniendo también un éxito en ventas a la fecha del 28 de abril de 2010, con más de 124 000 DVDs vendidos.
El DVD incluye audio español 5.1, subtítulos en español y en inglés, tráiler del cine, ficha técnica, ficha artística, sinopsis, detrás de escena de la película (un especial de 25 minutos) y audiocomentario con el director Juan José Campanella.
También es una de las pocas películas argentinas en haberse estrenado en Blu-ray en Argentina.[cita requerida] Editada por Cameo (España) y distribuida por AVH, el Blu-ray incluye audio español 5.1, subtítulos en español e inglés, tráiler del cine, detrás de escena, imágenes del rodaje, entrevistas al equipo, elenco de actores, pase de prensa en el Festival de San Sebastián, banda sonora original y pósteres alternativos.